# 李桃杖
李桃杖（539年—557年7月13日），陇西狄道（今甘肃省临洮县）人，出自陇西李氏仆射房，是北魏司空、清渊文穆公李冲的曾孙，北魏使持节、侍中、太傅、录尚书事、东道大行台、都督、青州刺史、濮阳孝懿公李延寔的孙子，北魏中书侍郎、左光禄大夫、清渊献侯李彬的儿子。
李桃杖九岁时承袭了父亲的清渊县开国侯爵位，天保八年岁次丁丑六月二日（557年7月13日），李桃杖在临漳县私人住宅中去世，虚岁十九，后葬于西门豹祠西南十里，其墓志名为《齐故清渊县开国侯李君墓志铭》。

## 家族

### 夫人
- 封宝首，北齐骠骑大将军、开府仪同三司、尚书右仆射、使持节冀瀛二州诸军事、冀州刺史、安德忠简公封子绘与其妻王楚英的长女，后改嫁尚书郎卢公令[3]